# Zone 5300
Zone 5300 is een tijdschrift voor strips, cultuur & curiosa in Nederland en Vlaanderen, dat sinds 1994 driemaandelijks verschijnt. Naast het stripblad biedt Zone 5300 een website, en organiseert stripgerelateerde evenementen. Dit wordt georganiseerd vanuit de Stichting Rotown Magic, die tevens uitgever is van het tijdschrift.

## Historie
Het tijdschrift Zone 5300 is 1994 in Rotterdam opgericht door Robert van der Kroft en Tonio van Vugt voor de semi-professionele Nederlandse strip. De titel Zone 5300 is bedacht door Rik van Schagen en refereert aan de zone-indeling van het openbaar vervoer in Nederland, waarbij in Rotterdam-centrum zone 5300 gehanteerd wordt.
Voorafgaande aan Zone 5300 hadden Tonio van Vugt, met onder andere Finn Stapelkamp, Marianne Eijgendaal, Rik van Schagen, Kees Torn en Gerrie Hondius enige jaren het small press-stripblad Barwoel uitgegeven.
Zone 5300 is een van de tijdschriften, die small-presswerk publiceren. In 1995 werd de Jaarprijs voor Bijzondere Verdiensten van Het Stripschap aan Zone 5300 toegekend.

## Strips, striptekenaars en andere betrokkenen
Strips die worden en werden gepubliceerd in Zone 5300 zijn onder andere Eefje Wentelteefje, Fokke & Sukke, Maaikes Dagboekje en Spekkie Big.
Striptekenaars betrokken bij Zone 5300 zijn en waren onder andere Gummbah, Maaike Hartjes, Fritz Van Den Heuvel, Lectrr, Berend J. Vonk, Jeroen de Leijer en Jan Vriends. Een van de schrijver op Zone 5300 was Rini Biemans.